# Gymnopleurus coerulescens
Gymnopleurus coerulescens là một loài bọ cánh cứng trong họ Bọ hung (Scarabaeidae).